# Arthur Joseph O'Neill
Arthur Joseph O’Neill, né le 14 décembre 1917 à East Dubuque, Illinois (États-Unis) et mort le 28 avril 2013 à Rockford dans le même État, est un prélat catholique américain. À sa mort, il est le plus âgé des évêques américains.

## Biographie
Arthur Joseph O’Neill est ordonné prêtre en 1943. En 1968, il est nommé évêque de Rockford. Il prend sa retraite en 1994.